# Europaschutzgebiete March-Thaya-Auen
Koordinaten: 48° 19′ 48″ N, 16° 52′ 5″ O
Die Natura 2000-Europaschutzgebiete March-Thaya-Auen werden gebildet aus einem FFH-Gebiet (AT1202000) und einem Europäischen Vogelschutzgebiet (AT1202V00) in der Hauptregion Weinviertel in Niederösterreich.

## Lage

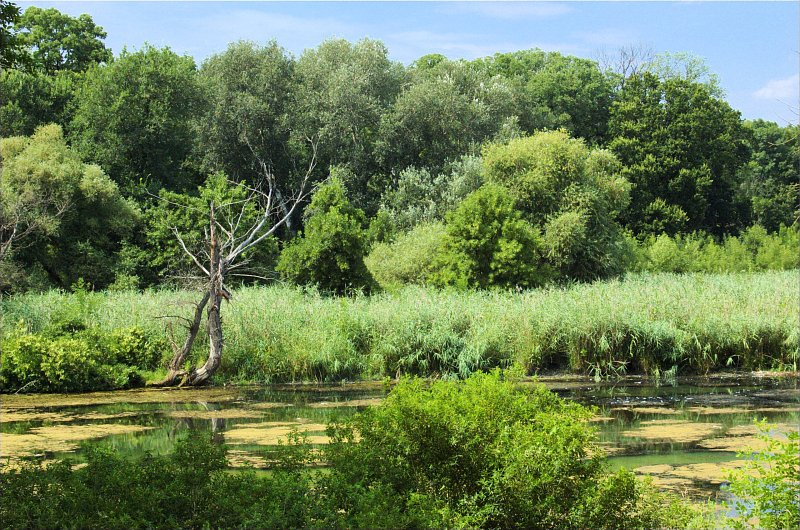
Marchauen

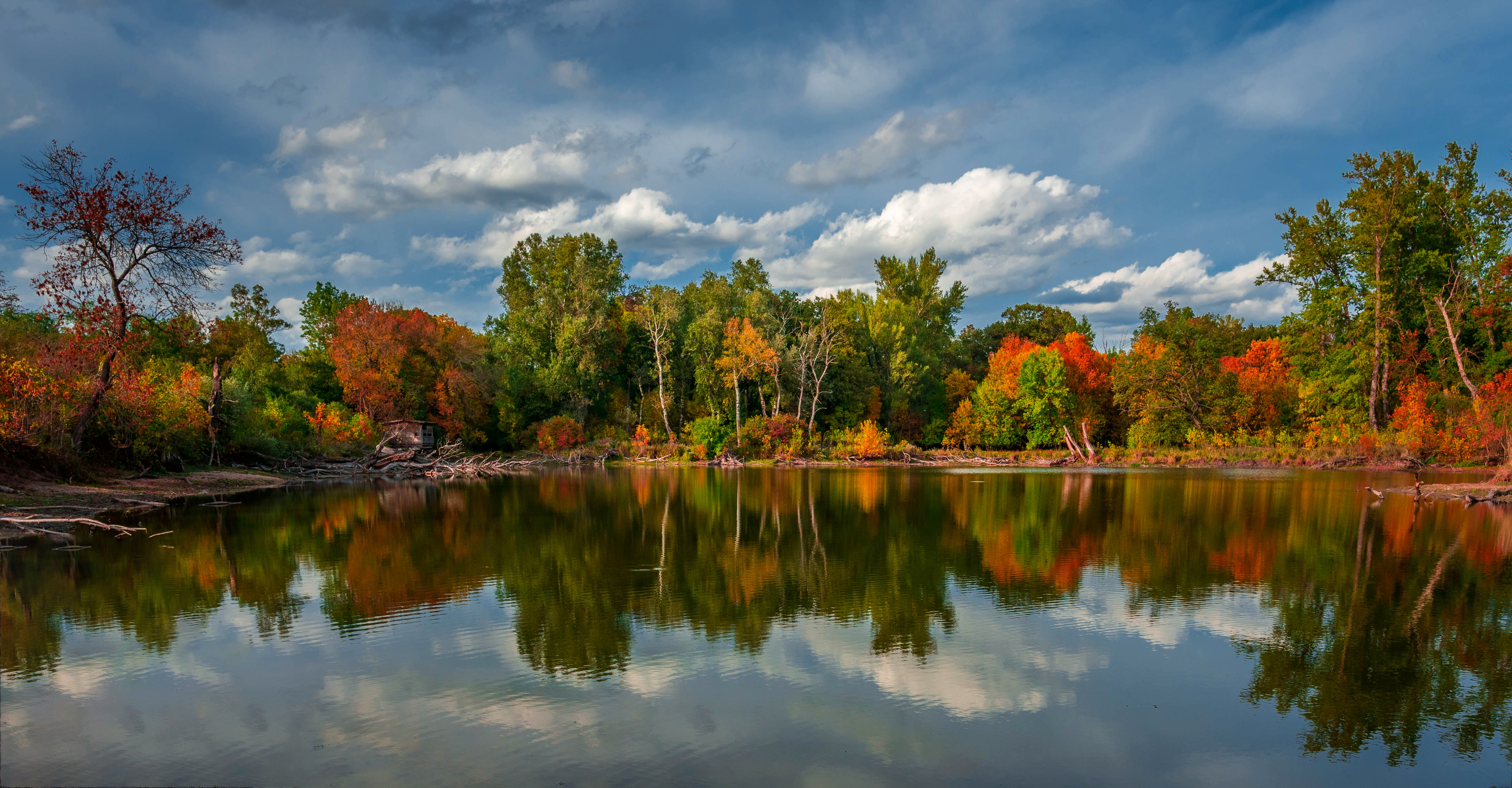
Biberteich in den Marchauen im Herbst

Die Augebiete der Tieflandflüsse March und Thaya liegen umgeben von ausgedehnten Grünlandgebieten an den Grenzen Österreichs zur Slowakei bzw. zu Tschechien. Vor allem im Frühjahr treten regelmäßig Hochwasserereignisse auf.
Das Gebiet liegt in den Bezirken Gänserndorf und Mistelbach in den Gemeinden Altlichtenwarth, Angern an der March, Bernhardsthal, Drösing, Dürnkrut, Engelhartstetten, Hausbrunn, Hohenau an der March, Jedenspeigen, Lassee, Marchegg, Rabensburg, Ringelsdorf-Niederabsdorf und Weiden an der March.
Das Gebiet von gemeinschaftlicher Bedeutung (GGB/SCI, FFH-Gebiet) hat eine Größe von ca. 8880 ha, das größere Vogelschutzgebiet (Besonderes Schutzgebiet, BSG/SPA) umfasst 14.834 ha – das FFH-Gebiet liegt weitgehend innerhalb des Vogelschutzgebiets, zusammen hat der Natura-2000-Raum 15.086 ha.
Gemäß Naturschutzkonzept Niederösterreich verläuft das Gebiet durch die Regionen 08 Nordöstliches Weinviertel, 10 Südöstliches Weinviertel und 11 Donau-March-Thayaauen und Marchfeld.

## Rechtliche Grundlage

### Natura-2000-Netzwerk
Rechtliche Grundlage für das Gebiet sind die FFH-Richtlinie der Europäischen Union sowie Verordnungen der niederösterreichischen Landesregierung. Für beide Gebiete wurde ein gemeinsamer Managementplan erstellt.

### Weitere Schutzgebiete
Es gilt auch als eines der wichtigsten Durchzugs-, Rast- und Gastvogelgebiete Österreichs. Demzufolge ist das Gebiet auch als Important Bird Area (AT010, Kriterium B2) eingestuft, das aber mit 131.535 ha auch teilweise im Nationalpark Donau-Auen liegt. Dort findet sich auch das Europaschutzgebiet Donau-Auen östlich von Wien (AT1204000) mit 9.579 ha.
- Außerdem liegt es in dem nach Ramsar-Konvention ausgewiesenen österreichischen Gebiet Donau–March–Thaya-Auen, das sich mit 385 km² von Wien donauabwärts, und an March und Thaya erstreckt, und zusammen mit den Ramsargebieten Untere Lobau (Nr. 273), Mokrady dolního Podyjí (Nr. 635) in Tschechien und Moravské luhy (Nr. 604) in der Slowakei das Trilaterale Ramsar-Gebiet Auen im Zusammenfluss von March, Thaya und Donau (englisch Floodplains of the Morava–Dyje–Danube Confluence) bildet[5] – das weltweit einzige Dreiländer-Ramsargebiet.[6]
- Weiters ist der Raum als niederösterreichisches Landschaftsschutzgebiet Donau-March-Thaya-Auen (Nr. 20, 205 km²) ausgewiesen, ebenfalls von den Grenzen Wiens über das ungarisch-slowakische Dreiländereck bis an die tschechische Grenze.

Innerhalb des Natura-2000-Gebiets befindet sich die Naturschutzgebiete:
- Untere Marchauen (Nr. 8, 1.223 ha)/WWF Naturreservat Marchegg
- Rabensburger Thaya-Auen (Nr. 37, 385 ha)
- Angerner und Dürnkruter Marchschlingen (Nr. 39, 81 ha)
- Kleiner Breitensee (Nr. 23, 44,5 ha)
- Salzsteppe Baumgarten an der March (Nr. 12, 11,6 ha)

Der WWF fordert die Errichtung eines eigenen Nationalparks, um diesem Naturraum auch einen nach IUCN-Kategorie 2 gültigen Status zu verleihen.
Die Anerkennung als Biosphärenreservat der UNESCO wird vom BMLFUW angestrebt. Länderübergreifendes mit Tschechien und der Slowakei, das sich mit Ungarn im angrenzenden Raum Neusiedlersee so bewährt hat, wird angedacht. Damit ergäbe sich in der Österreichischen Feuchtgebietsstrategie ein europaweit einzigartiger Schutzverbund, der den „Europa der Regionen“-Gedanken des Centrope-Projekts auch im Umweltschutz umsetzen würde, und das ganze Übergangsgebiet Ostalpen–Pannonische Tiefebene–Böhmische Masse erfasst.

## Flora, Fauna und Habitate

### Lebensräume

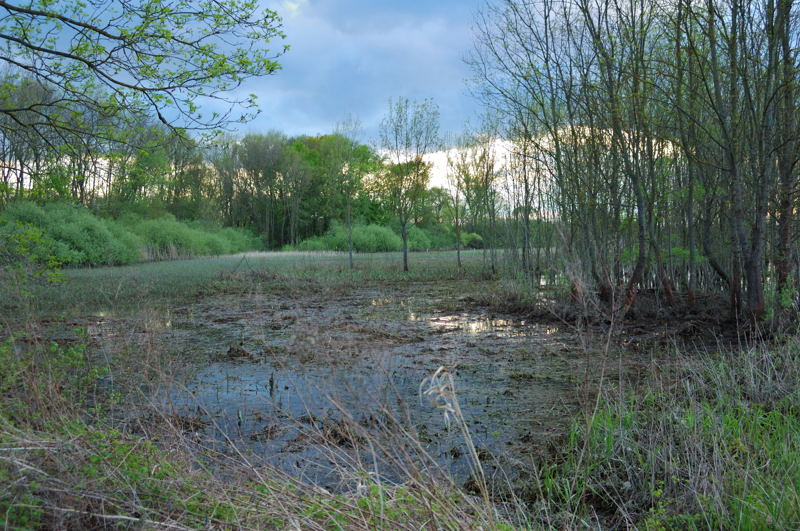
Überflutungsfläche bei Hohenau

Im FFH-Gebiet befinden sich die folgenden signifikanten Lebensraumtypen von gemeinschaftlichem Interesse; prioritäre Lebensraumtypen sind mit * gekennzeichnet.
| Natura-2000-Code | Lebensraumtyp                                                          |
| ---------------- | ---------------------------------------------------------------------- |
| 1530*            | Halophile pannonische Lebensräume                                      |
| 2340*            | Pannonische Binnendünen                                                |
| 3130             | Schlammfluren                                                          |
| 3150             | Natürliche Stillgewässer mit Wasserschweber-Gesellschaften             |
| 3270             | Zweizahnfluren schlammiger Ufer                                        |
| 6240*            | Osteuropäische Steppen                                                 |
| 6250*            | Tiefgründiger Lößtrockenrasen                                          |
| 6440             | Brenndolden-Auenwiesen                                                 |
| 6510             | Glatthaferwiesen                                                       |
| 9160             | Mitteleuropäischer und illyrischer bodenfeuchter Eichen-Hainbuchenwald |
| 91E0*            | Erlen-Eschen-Weidenauen                                                |
| 91F0             | Eichen-Ulmen-Eschenauen                                                |
| 91G0             | Pannonische Eichen-Hainbuchenwälder                                    |

### Tiere und Pflanzen

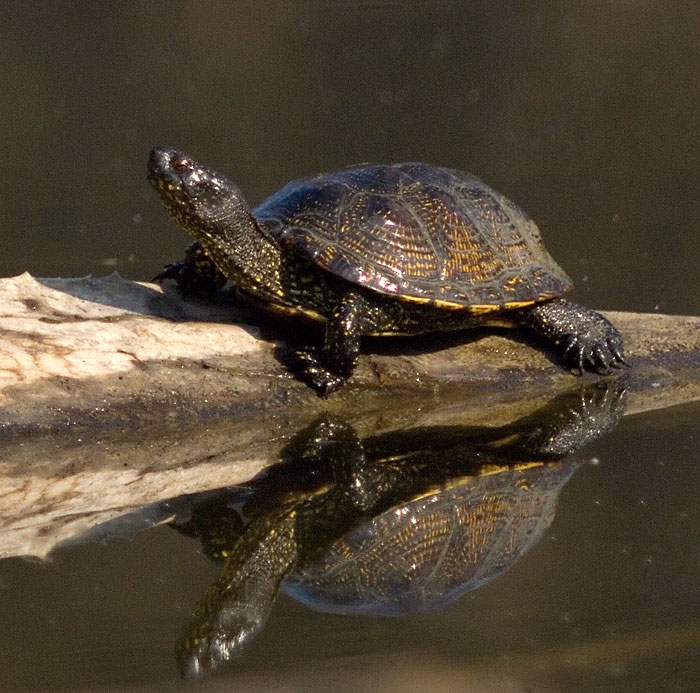
Europäische Sumpfschildkröte

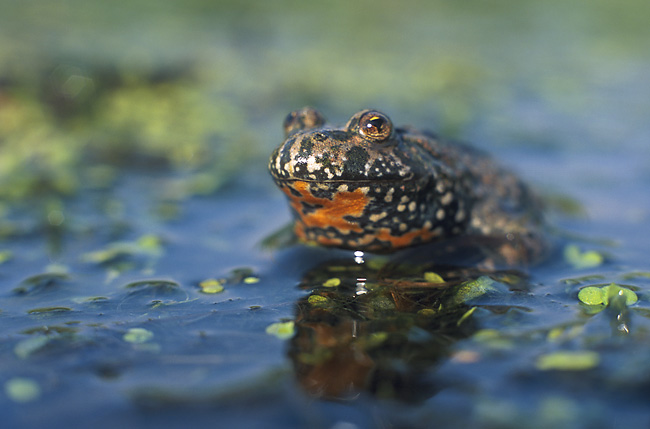
Rotbauchunke

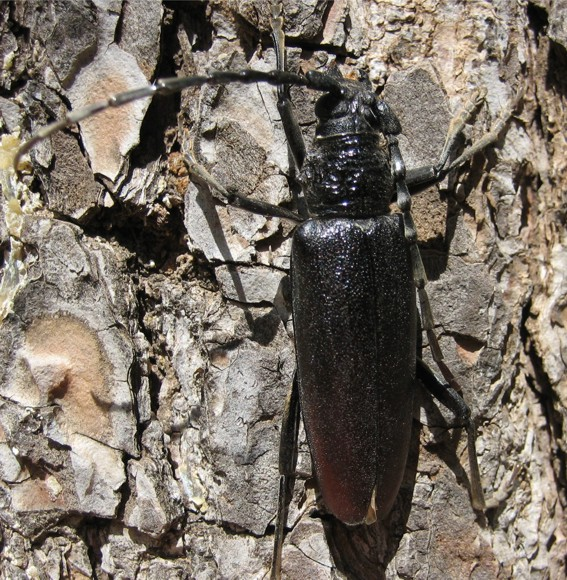
Großer Eichenbock

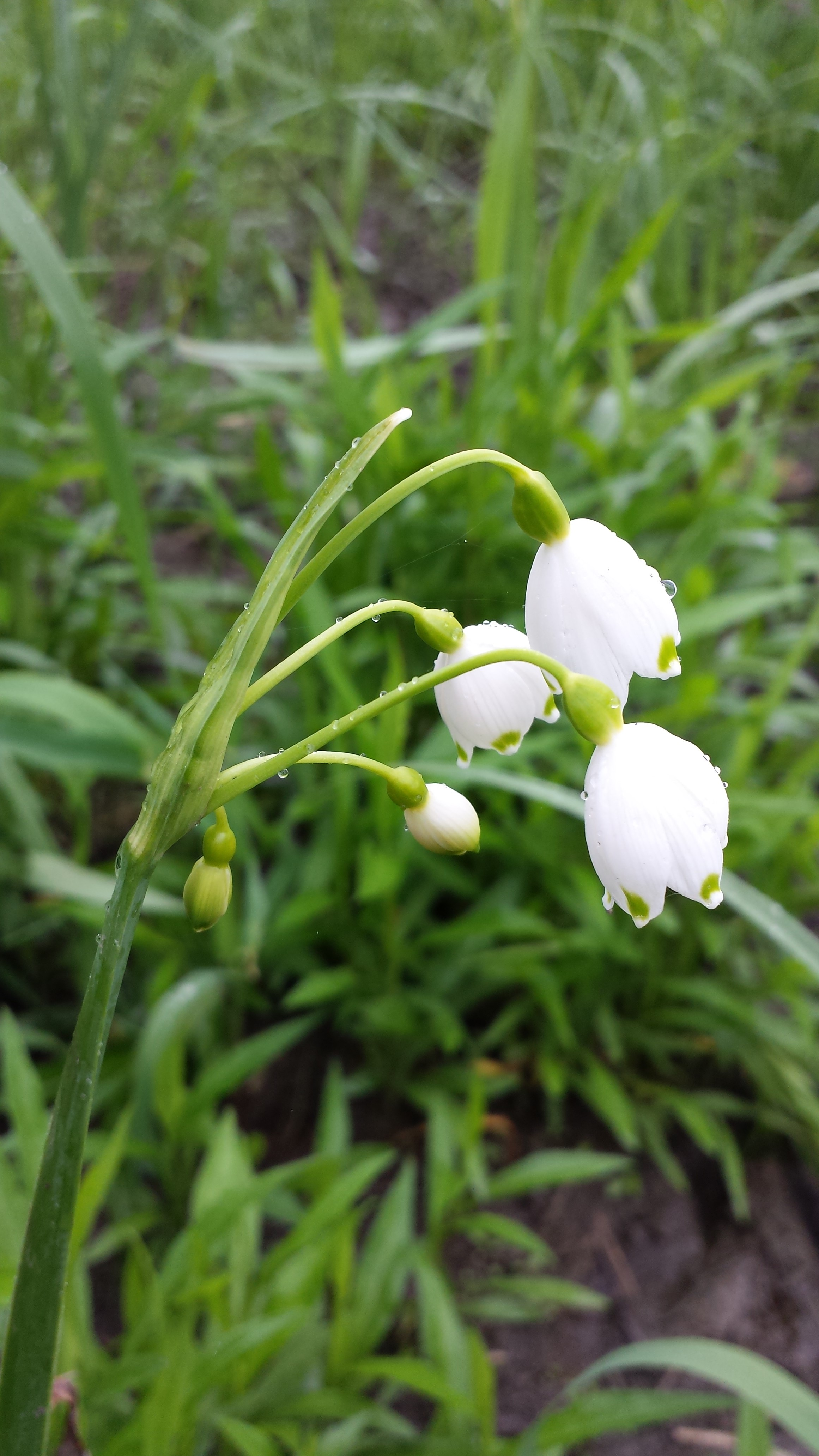
Sommer-Knotenblume

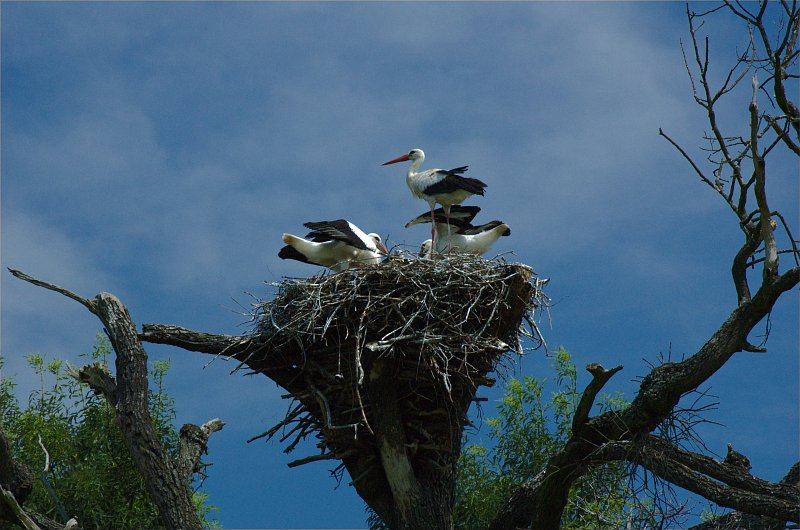
Weißstorch

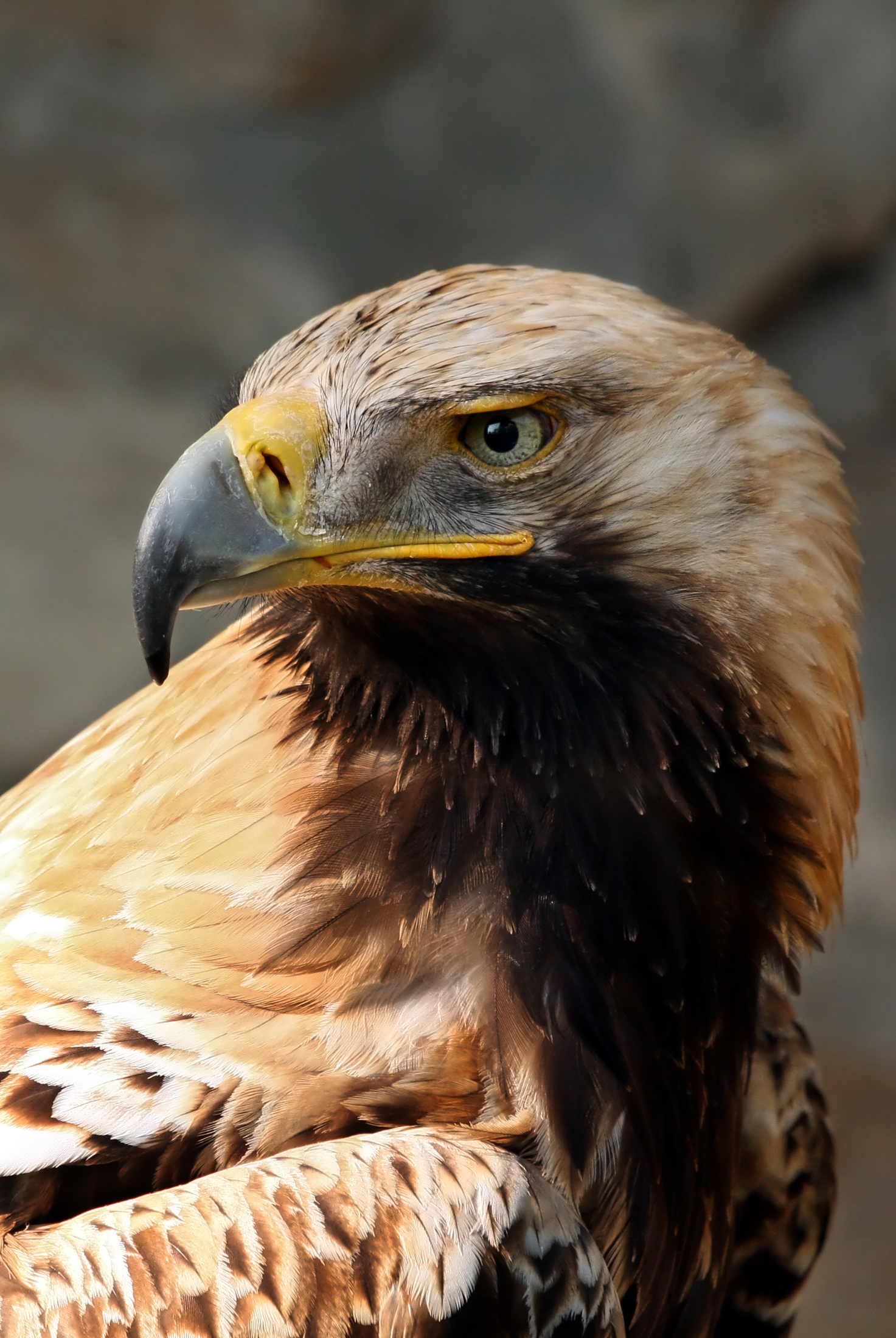
Kaiseradler

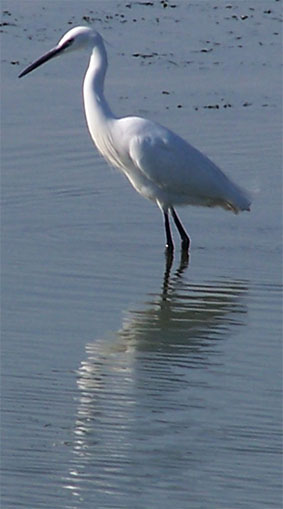
Seidenreiher

Das Gebiet ist Lebensraum folgender Arten, die in Anhang II der FFH-Richtlinie genannt sind; prioritäre Arten sind mit * gekennzeichnet.
| Natura-2000-Code     | Art                                 |
| -------------------- | ----------------------------------- |
| WIRBELTIERE          |                                     |
| Säugetiere           |                                     |
| 1335                 | Europäisches Ziesel                 |
| 1337                 | Biber                               |
| 1355                 | Fischotter                          |
| Fledermäuse          |                                     |
| 1324                 | Großes Mausohr                      |
| Amphibien            |                                     |
| 1188                 | Rotbauchunke, Tieflandunke          |
| 1993                 | Donau-Kammmolch                     |
| Reptilien            |                                     |
| 1220                 | Europäische Sumpfschildkröte        |
| Fische und Neunaugen |                                     |
| 1114                 | Frauennerfling                      |
| 1124                 | Weißflossen-Gründling               |
| 1130                 | Rapfen, Schied                      |
| 1134                 | Bitterling                          |
| 1145                 | Schlammpeitzger                     |
| 1149                 | Steinbeißer                         |
| 1157                 | Schrätzer                           |
| 1159                 | Zingel                              |
| 1160                 | Streber                             |
| WIRBELLOSE           |                                     |
| Käfer                |                                     |
| 1083                 | Hirschkäfer                         |
| 1086                 | Scharlachkäfer                      |
| 1088                 | Großer Eichenbock                   |
| Schmetterlinge       |                                     |
| 1059                 | Heller Wiesenknopf-Ameisenbläuling  |
| 1060                 | Großer Feuerfalter                  |
| 1061                 | Dunkler Wiesenknopf-Ameisenbläuling |
| 1074                 | Hecken-Wollafter                    |
| Libellen             |                                     |
| 1037                 | Grüne Keiljungfer                   |
| Muscheln             |                                     |
| 1032                 | Gemeine Flussmuschel                |

49 signifikante Vogelarten des Anhangs I der Vogelschutzrichtlinie verleihen dem Gebiet hohe Bedeutung unter den österreichischen Augebieten.
| Natura-2000-Code | Art                 |
| ---------------- | ------------------- |
| A021             | Rohrdommel          |
| A022             | Zwergdommel         |
| A023             | Nachtreiher         |
| A026             | Seidenreiher        |
| A027             | Silberreiher        |
| A029             | Purpurreiher        |
| A030             | Schwarzstorch       |
| A031             | Weißstorch          |
| A034             | Löffler             |
| A060             | Moorente            |
| A068             | Zwergsäger          |
| A072             | Wespenbussard       |
| A073             | Schwarzmilan        |
| A074             | Rotmilan            |
| A075             | Seeadler            |
| A081             | Rohrweihe           |
| A082             | Kornweihe           |
| A084             | Wiesenweihe         |
| A089             | Schreiadler         |
| A094             | Fischadler          |
| A098             | Merlin              |
| A103             | Wanderfalke         |
| A119             | Tüpfelsumpfhuhn     |
| A120             | Kleines Sumpfhuhn   |
| A122             | Wachtelkönig        |
| A127             | Kranich             |
| A131             | Stelzenläufer       |
| A140             | Goldregenpfeifer    |
| A151             | Kampfläufer         |
| A166             | Bruchwasserläufer   |
| A190             | Raubseeschwalbe     |
| A193             | Flussseeschwalbe    |
| A196             | Weißbartseeschwalbe |
| A197             | Trauerseeschwalbe   |
| A215             | Uhu                 |
| A222             | Sumpfohreule        |
| A224             | Ziegenmelker        |
| A229             | Eisvogel            |
| A234             | Grauspecht          |
| A236             | Schwarzspecht       |
| A238             | Mittelspecht        |
| A246             | Heidelerche         |
| A255             | Brachpieper         |
| A272             | Blaukehlchen        |
| A307             | Sperbergrasmücke    |
| A321             | Halsbandschnäpper   |
| A338             | Neuntöter           |
| A404             | Kaiseradler         |
| A429             | Blutspecht          |

## Erhaltungsziele
Im Manageplan werden die Erhaltungsziele der Europaschutzgebiete definiert. Dabei handelt es sich unter anderem um die Erhaltung bzw. Wiederherstellung eines ausreichenden Ausmaßes an naturnahen Flussabschnitten, für Fischpopulationen durchgängigen Fluss- und Augewässersystemen sowie Klein- und Kleinstgewässern. Neben Stilllegungs- bzw. Brachflächen im ackerbaudominierten Offenland
sollen auch große offene Wasserflächen erhalten werden. Weitere Ziele liegen in der Erhaltung von naturnahen Beständen von Auwald, Totholz, Feuchtwiesen und Überschwemmungsflächen und Sandlebensräumen. Auch eine Förderung von strukturreichen Kulturlandschaften im Anschluss an den Auwald soll stattfinden.